# خوليو سيزار موريرا ريبيرو
خوليو سيزار موريرا ريبيرو (18 أبريل 1995 في البرازيل - ) هو لاعب كرة قدم برازيلي في مركز الهجوم.

## وصلات خارجية
- خوليو سيزار موريرا ريبيرو على موقع قاعدة بيانات كرة القدم.إي يو (الإنجليزية)
- خوليو سيزار موريرا ريبيرو على موقع Soccerway.com (الإنجليزية)